# Добра (Хунедоара)
Добра (рум. Dobra) — село у повіті Хунедоара в Румунії. Адміністративний центр комуни Добра.
Село розташоване на відстані 321 км на північний захід від Бухареста, 26 км на захід від Деви, 124 км на південний захід від Клуж-Напоки, 105 км на схід від Тімішоари.

## Населення
За даними перепису населення 2002 року у селі проживали 1473 особи.
Національний склад населення села:
| Національність | Кількість осіб | Відсоток |
| -------------- | -------------- | -------- |
| румуни         | 1439           | 97,7%    |
| цигани         | 19             | 1,3%     |
| угорці         | 15             | 1,0%     |

Рідною мовою назвали:
| Мова      | Кількість осіб | Відсоток |
| --------- | -------------- | -------- |
| румунська | 1437           | 97,6%    |
| циганська | 19             | 1,3%     |
| угорська  | 16             | 1,1%     |